# Lubiatów (Otmuchów)
Lubiatów (deutsch Lobedau) ist ein Dorf der Stadt- und Landgemeinde Otmuchów im Powiat Nyski in der Woiwodschaft Opole in Polen.

## Geographische Lage
Das Angerdorf Lubiatów liegt im Südwesten der historischen Region Oberschlesien im Grenzbereich zu Niederschlesien. Der Ort liegt etwa zehn Kilometer nordwestlich des Gemeindesitzes Otmuchów, etwa 20 Kilometer nordwestlich der Kreisstadt Nysa und etwa 77 Kilometer südwestlich der Woiwodschaftshauptstadt Opole. Etwa ein Kilometer westlich des Dorfes liegt die Grenze zur Woiwodschaft Niederschlesien. Südöstlich des Dorfes liegt der Jezioro Otmuchowskie (Ottmachauer Staubecken).
Nachbarorte von Lubiatów sind im Nordwesten Głęboka (Glambach), im Nordosten Lasowice (Laßwitz), im Südosten Ligota Wielka (Ellguth) sowie im Südwesten Pomianów Dolny (Nieder Pomsdorf).

## Geschichte

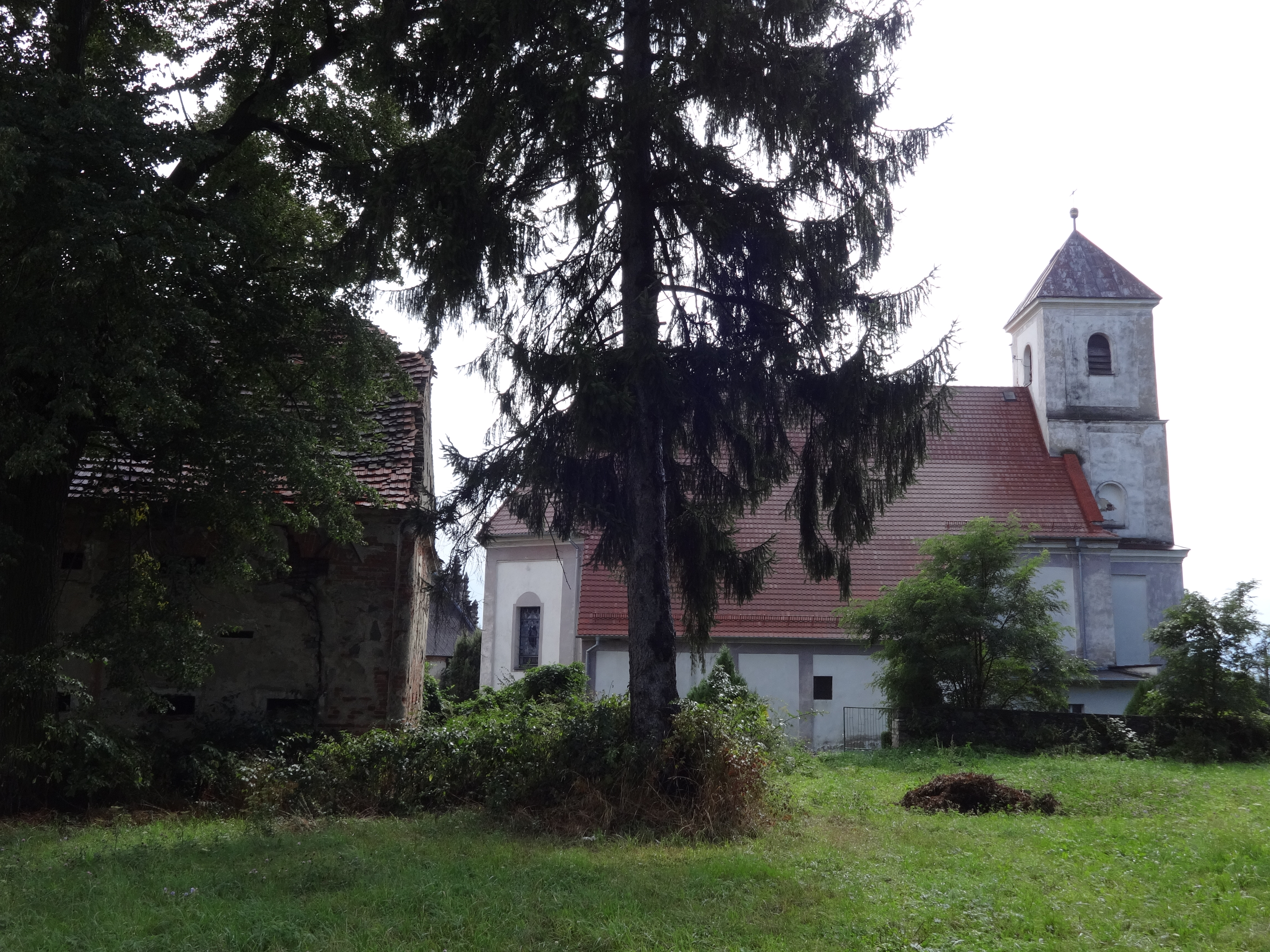
Kirche der hll. Laurentius und Nikolaus

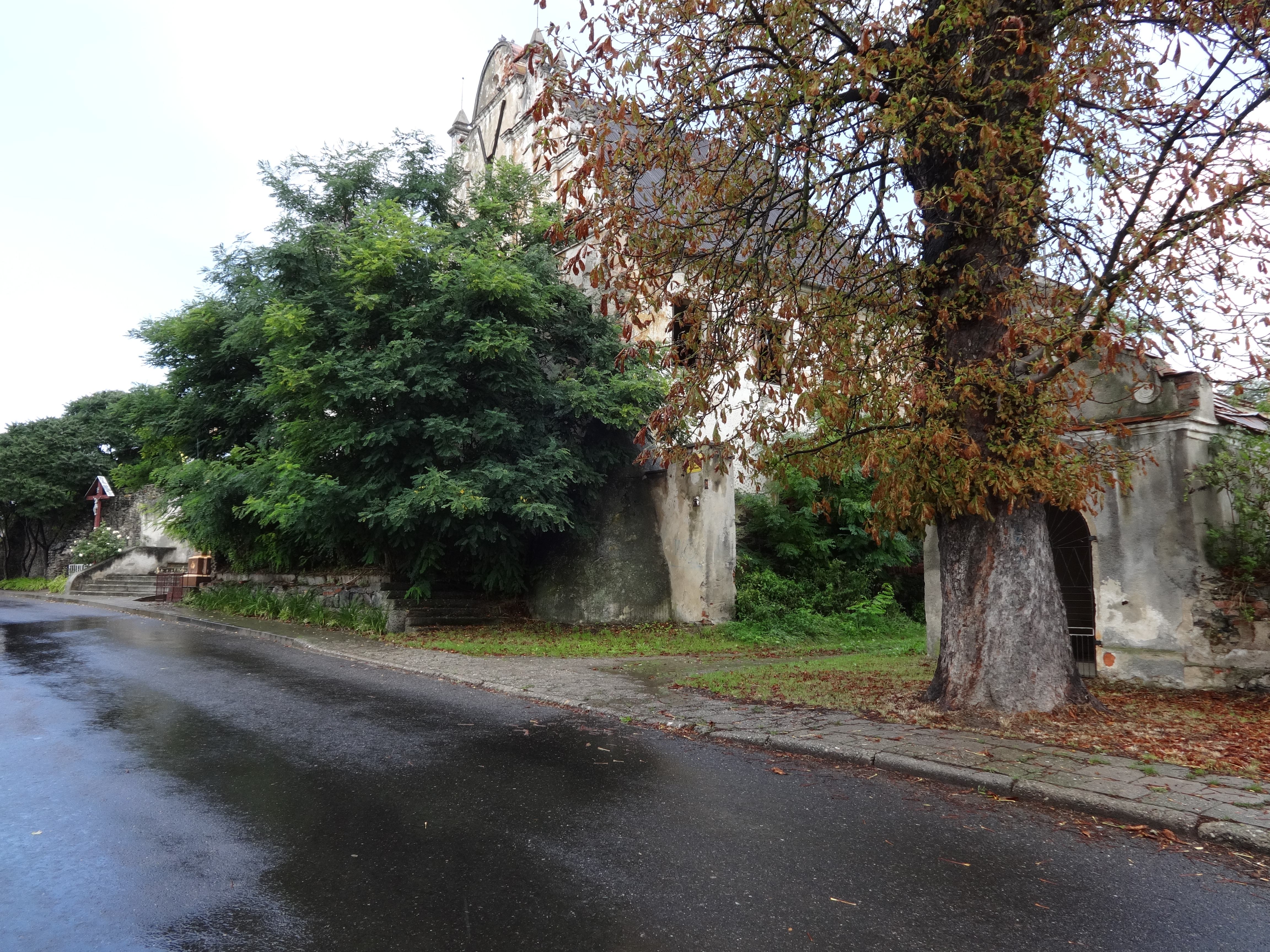
Schloss Lobedau

Erstmals urkundlich erwähnt wurde „Lobdow“ im Breslauer Zehntregister Liber fundationis episcopatus Vratislaviensis aus den Jahren 1295–1305. 1372 wurde Lobdow erneut erwähnt.
Nach dem Ersten Schlesischen Krieg 1742 fiel Lobedau mit dem größten Teil Schlesiens an Preußen.
Nach der Neuorganisation der Provinz Schlesien gehörte die Landgemeinde Lobedau ab 1816 zum Landkreis Grottkau im Regierungsbezirk Oppeln. 1845 bestanden im Dorf eine katholische Pfarrkirche, eine katholische Schule, eine Scholtisei, eine Brennerei sowie 102 weitere Häuser. Im gleichen Jahr lebten in Lobedau 588 Menschen, allesamt katholisch. 1865 bestanden im Ort 21 Bauern, drei Halbbauern, 16 Gärtner-, 30 Häuslerstellen und zehn Einlieger. Die einklassige Schule wurde im gleichen Jahr von 68 Schülern besucht. 1874 wurde der Amtsbezirk Lobedau gebildet, welcher aus den Landgemeinden Johnsdorf, Laßwitz und Lobedau sowie den Gutsbezirken Johnsdorf und Lobedau bestand. 1885 zählte Lobedau 452 Einwohner.
1933 lebten in Lobedau 471 Einwohner, 1939 waren es 464. Bis Kriegsende 1945 gehörte der Ort zum Landkreis Grottkau.
Als Folge des Zweiten Weltkriegs fiel Lobedau 1945 wie der größte Teil Schlesiens unter polnische Verwaltung. Nachfolgend wurde es in Lubiatów umbenannt und der Woiwodschaft Schlesien angeschlossen. Die deutsche Bevölkerung wurde weitgehend vertrieben. 1950 wurde es der Woiwodschaft Oppeln eingegliedert. 1999 kam der Ort zum wiedergegründeten Powiat Nyski. 2006 lebten 157 Menschen im Ort.

## Sehenswürdigkeiten
- Die römisch-katholische Kirche St. Laurentius und St. Nikolaus (polnisch Kościół św. Wawrzyńca i Mikołaja) wurde im 18. Jahrhundert erbaut erbaut.[9] 1966 wurde sie unter Denkmalschutz gestellt.[10]
- Das Schloss Lobedau wurde 1600 im Stil des Manierismus erbaut. Das langgestreckte Gebäude besitzt einebn dreigeschossigen Stufengiebel mit Pilastern an der Südseite. Im Gebäude befindet sich eine kleine Kapelle aus dem 18. Jahrhundert.[11] Es steht seit 1964 unter Denkmalschutz.[10]
- Speicher – 1725 erbaut[10]
- Sühnekreuz
- Steinerne Wegkapelle von 1928
- Steinernes Wegkreuz

## Vereine
- Fußballverein KS Lubiatów

## Persönlichkeiten
- Sylvius Freiherr von Hohenhausen (1743–1822), preußischer Steuer- und Kriegsrat